# Moses Petschek
Moses ben Israel Petschek, Halevi (* 15. September 1822 in Petschek; † 30. Juli 1888 in Prag) war ein böhmischer Unternehmer. Er gilt als Begründer der Unternehmerdynastie Petschek, die im späten 19. und frühen 20. Jahrhundert zu den reichsten jüdischen Familien Europas zählte.

## Leben
Moses Petschek war das vierte Kind von Israel Petschek, Halevi (1789–1852) und Alina Petschek, geb. Raudnitz (~1795–1865). Er hatte neun Geschwister: Jakob (1817–1822), Salomon (1819, Kindstod nach 6 Wochen), Joseph (1820–1835), Samuel (1825–1890), Amalia (1828–1835), Lucia, genannt Leny (1831–1905), Abraham, genannt Adolf (1834–1905), Anna (1836–1917) und Emanuel (1839, Kindstod nach 5 Monaten). Der Geschlechtsname Halevi weist auf Nachkommen vom Stamme der Leviten hin und ist in männlicher Linie erblich.
Die Familie gehörte der Jüdischen Gemeinde Kolin an, deren Mitglieder auch in benachbarten Orten von Kolin lebten. Der Legende nach soll sein Großvater, Samuel Petschek (1746–1822), schon kurz nach der Geburt den Ehrgeiz von Moses erkannt, ihm aber auch schlechte Charaktereigenschaften prophezeit haben. Über seine Kindheit und Jugend ist wenig bekannt. Die Familie war deutschsprachig und lebte in ärmlichen Verhältnissen. Sein Vater verdiente den Lebensunterhalt als Hausierer mit Textilien.
Sehr wahrscheinlich leistete Moses Petschek nach Vollendung des 17. Lebensjahres einen dreijährigen Militärdienst bei der K.K. Armee, der in allen habsburgischen Ländern auch für Juden seit 1788 obligat war. Der Wehrdienst wurde insbesondere von der jüdischen Bevölkerung der westlichen Kronländer mit großer Begeisterung angenommen, da die Dienstzeit als anschließender Garant für bürgerliche Gleichstellung und Integration galt. Im Übrigen war ein Freikauf vom Militärdienst, „Reluierung“ oder „Reluition“ genannt, im Kaisertum Österreich ab dem Jahr 1806 nicht mehr möglich.
Das erste eigene Geld verdiente Moses Petschek wie sein Vater als Hausierer. Zunächst handelte er mit Altmetall, Pottasche und Brennstoffen. Durch diese Geschäfte konnte er erste bescheidene Rücklagen bilden und trat zunehmend als Geldverleiher auf. Im Sommer 1853 heiratete Moses Petschek die aus Jungbunzlau stammende Sara Wiener (1827–1894). Die mehrtägige Chuppa fand in Kowanitz statt. Aus der Ehe gingen vier Kinder hervor: Isidor Petschek (1854–1919), Rosa Petschek (1855–1934), Julius Petschek (1856–1932) und  Ignaz Petschek (1857–1934). Seine Kinder kamen alle in Kolin zur Welt. Bei der Volkszählung in Böhmen im Jahr 1857 gab er als Tätigkeit „Händler mit verschiedenen Waren“ an.
Ab Mitte der 1850er Jahre erweiterte die Österreichisch-ungarische Staatseisenbahngesellschaft (StEG) das Streckennetz der vormaligen k.k. Nordbahn. Moses Petschek erkannte den Wert der Felder entlang der künftigen Bahnlinie und verlagerte seine Hauptbeschäftigung vollständig auf Geldverleih und Bodenspekulation. Mit diesen Geschäften legte er den Grundstein des künftigen Familienimperiums. Üblich war zu dieser Zeit ein Durchschnittszins zwischen 2 und 6 %. Moses Petschek verlieh sein Geld überwiegend an einfache Bauern für 10 % Zinsen, fällig im Gegensatz zu anderen Finanzdienstleistern erst nach der Ernte.
Durch seine Haustürgeschäfte kannte er die Besitzverhältnisse der Flurstücke sowie die wirtschaftlichen und familiären Verhältnisse der Eigentümer. Gezielt suchte er kleine Gehöfte im Streckenverlauf Kolin–Pardubitz auf und weckte bei den Bauern Bedürfnisse, die vorher oftmals gar nicht bestanden, etwa die Finanzierung eines neuen Werkzeugs oder eine höhere Mitgift. Die höchsten Gewinne erzielte Moses Petschek, wenn die Ernte ausblieb. Damit waren seine Schuldner nicht in der Lage, die Darlehen zurückzuzahlen. Für diese Fälle hatte er im Vorwege schriftlich einen Naturalersatz in Form der Zession von Flurstücken vereinbart und setzte die Pfändung rigoros per Gericht durch.
Das Land verkaufte er dann an die StEG oder an Bergwerksgesellschaften. Sehr viel Grundbesitz erwarb Moses Petschek auf diese Weise in Wellim (tschechisch Velim), Siegfeld (Vítězov), Petschek (Pečky), Pinow (Pňov), Wrbowa Lhota (Vrbová Lhota), Owtschar (Ovčáry u Kolína) und Glückzu (Klipec). Ab Mitte der 1860er Jahre weitete er seine Transaktionen auf den Raum Brüx aus, wo um diese Zeit parallel mit dem Bau der Aussig-Teplitzer Eisenbahn der industrielle Aufschluss von Braunkohlegruben im Nordböhmischen Becken erfolgte. Mit dem Kauf von Aktien der Brüxer Kohlen-Bergbau-Gesellschaft im Jahr 1871 begann das geschäftliche Engagement der Familie in der Montanindustrie. Die Wertpapiere der Gesellschaft zählten in der Folgezeit zu den wichtigsten Spekulationsobjekten der Petscheks an der Wiener Börse.
Den Kauf der Aktien wickelte er über seinen zwölf Jahre jüngeren Bruder Abraham ab, der in Wien lebte und seit dem Jahr 1865 als freiberuflicher Börsenmakler registriert war. Abraham Petschek, genannt Adolf, begründete die Wiener Stammlinie der Familiendynastie. Ab Mitte der 1860er Jahre gelang Moses Petschek der Aufstieg ins gehobene Bürgertum. Um diese Zeit lebte er mit seiner Familie bereits in einem eigenen Stadthaus mit Hausdienern am Koliner Marktplatz. Finanziell war er in der Lage, seine Söhne Isidor und Julius auf das k.k. Gymnasium und Internat in Pilsen zu schicken, später studierten beide Rechtswissenschaften an der deutschsprachigen Karls-Universität.
In seinen jüngsten Sohn Ignaz, der bereits nach der 6. Klasse seine Schulbildung abbrach, setzte die Familie wenig Hoffnung. Moses Petschek fand für ihn später nur durch die Kontakte seines Bruders Abraham eine bedeutungslose Anstellung als Praktikant in einer Bank. Jedoch war es dann Ignaz Petschek, der als Kohlenhändler später der reichste Tscheche wurde, gefolgt von Thomas Bata und seinen Brüdern. Seine Söhne erzog Moses Petschek im Geiste seiner Prinzipien, zu denen eine rücksichtslose Ellenbogenmentalität und ein unentwegtes Gewinnstreben zählten. Er flößte ihnen auch ein, dass man im Geschäftsleben nicht einmal dem eigenen Bruder trauen dürfe. Ein weiteres Gebot von ihm lautete: „Billig kaufen, teuer verkaufen“, was zur geschäftlichen Maxime aller Petscheks wurde.
Ab Beginn der 1870er Jahre bot er seine Finanzierungsgeschäfte in ganz Österreich-Ungarn an und schaltete unter anderem im damaligen Börsenblatt Wiener volkswirthschaftliche Zeitung wöchentlich einzeilige Anzeigen, beispielsweise „Moses Petschek–Geldverleih–Kolin“ oder „Moses Petschek–Wechselhaus–Kolin“. Zudem kaufte er über seinen Bruder Abraham fortschreitend Wertpapiere und investierte sein wachsendes Vermögen in eine Reihe von Unternehmen. Die Aktien kaufte er allerdings nicht für sich selbst, sondern für seine Kinder.
Die höchsten Profite erzielte Moses Petschek unverändert durch Pfändung und Versteigerung von Grundstücken rückständiger Schuldner. Seine Ansprüche setzte er in aller Härte mittels Exekution durch. Das Missverhältnis von Leistung (Geldverleih) und Gegenleistung (hohe Zinsen, Landabtretung) führte dazu, dass er im Jahr 1876 wegen Wucher aus Kolin verstoßen wurde. Der Wucher auf dem Land nahm zu dieser Zeit extreme Formen an, den viele Gemeinden mit Entzug des Wohnrechts zu bekämpfen versuchten. Zwar betrachtete der Gesetzgeber derartige Geschäfte als unredlich, jedoch begründete in Österreich-Ungarn das Zinsgesetz von 1868 völlige Vertragsfreiheit. Erst ab 1881 wurde Kreditwucher landesweit strafbar.
Der Ruf der Petscheks in Kolin war dermaßen geschädigt, dass selbst noch Moses’ Enkelkinder zeit ihres Lebens einen Besuch der Stadt vermieden. Zunächst zog er mit seiner Familie auf den Hof Baiervek nahe Wellim, den er kurz zuvor durch Pfändung erworben hatte. Noch im selben Jahr wurde Moses Petschek von einer aufgebrachten Menschenmenge auch aus Wellim vertrieben und ließ sich in Prag 1, Štupartská 1028, heute Nr. 9 nieder. Mit dem Wohnortwechsel veränderte sich sein Geschäftsfeld. Moses Petschek erkannte das wachsende Potenzial der Braunkohle als Heizrohstoff der Zukunft und kaufte fortan Anteile an neu gegründeten Banken sowie Bergbauunternehmen.
Zu den profitabelsten Cashcows entwickelten sich seine Beteiligungen an der Brüxer Kohlen-Bergbau-Gesellschaft und Nordböhmischen Kohlenwerke AG. So stieg in Österreich-Ungarn die Braunkohlegewinnung von 2,5 Millionen Tonnen im Jahr 1873 auf 18,5 Millionen Tonnen im Jahr 1900, die überwiegend von diesen beiden Unternehmen zu Tage gefördert wurden. Moses Petschek starb am 30. Juni 1888 im Alter von 66 Jahren im gehobenen Prager Villenstadtteil Bubentsch (Bubeneč) und wurde auf dem  Wolschaner Friedhof begraben.
Er hinterließ seinen Nachkommen ein sehr gut etabliertes Unternehmen und umfangreiches Vermögen. Seine Söhne setzten den Aufstieg der Familie zu einer der bedeutendsten Unternehmerdynastien im späten 19. und frühen 20. Jahrhundert fort. Ihr Wirtschaftsimperium umfasste später Banken und zahlreiche Unternehmensanteile in der Kohle-, Papier-, Glas- sowie Chemieindustrie. In der Zwischenkriegszeit kontrollierten die Petscheks 50 Prozent der europäischen Braunkohleindustrie und zählten zu den reichsten jüdischen Familien Europas. Die Nachfahren leben heute überwiegend in den USA und Argentinien.